# Ma Zengyu
Ma Zengyu (马增玉S, Mǎ ZēngyùP; Shenyang, 7 maggio 1983) è un'ex cestista cinese.

## Carriera
Dal 2006 al 2014 ha militato nel Liaoning Hengye. Con la Cina ha vinto i FIBA Asia Championship for Women del 2009 e 2011. Ha preso parte ai Giochi della XXX Olimpiade.